# Arcidiocesi di Yucatán
L'arcidiocesi di Yucatán (in latino Archidioecesis Yucatanensis) è una sede metropolitana della Chiesa cattolica in Messico. Nel 2022 contava 1.781.000 battezzati su 2.177.000 abitanti. È retta dall'arcivescovo Gustavo Rodríguez Vega.

## Territorio
L'arcidiocesi comprende per intero lo stato messicano dello Yucatán.
Sede arcivescovile è la città di Mérida, dove si trova la cattedrale di Sant'Ildefonso.
Il territorio si estende su 39.612 km² ed è suddiviso in 116 parrocchie.

### Provincia ecclesiastica
La provincia ecclesiastica di Yucatán, istituita nel 1906, comprende 3 suffraganee:
- la diocesi di Tabasco, eretta nel 1880;
- la diocesi di Campeche, eretta nel 1895;
- la diocesi di Cancún-Chetumal, eretta come prelatura territoriale di Chetumal nel 1970, che assunse il nome di Cancún-Chetumal nel 1996, elevata al rango di diocesi nel 2020.

La provincia ecclesiastica si estende sugli stati messicani di Yucatán, Campeche, Quintana Roo e Tabasco.

## Storia
La prima diocesi di Yucatán fu la diocesi Carolensis, eretta da papa Leone X con la bolla Sacri apostolatus ministerio del 24 gennaio 1519. Tuttavia, l'erezione di questa diocesi rimase sulla carta fino al 1527. Nel 1527 il vescovo si stabilì a Tlaxcala e successivamente a Puebla. Questa sede è oggi l'arcidiocesi di Puebla de los Ángeles.
L'anno successivo, il 5 dicembre 1520, lo stesso papa eresse un'altra diocesi, in Terra Florida de Yucatan, con il breve Super specula, erigendo a cattedrale la chiesa di San Giacomo, dove istituì il capitolo dei canonici, con le diverse dignità. Tuttavia quest'erezione non ebbe effetto, come pure la nomina del suo vescovo, Jorge de Priego.
La diocesi di Yucatán fu eretta il 19 novembre 1561 in forza della bolla Super speculam di papa Pio IV, ricavandone il territorio dalla diocesi di Tlaxcala. Originariamente era suffraganea dell'arcidiocesi di Città del Messico.
Nel 1863 cedette all'arcidiocesi di Santiago di Guatemala il territorio corrispondente all'attuale dipartimento di Petén.
Il 25 maggio 1880 cedette una porzione del suo territorio a vantaggio dell'erezione della diocesi di Tabasco.
Il 23 giugno 1891 entrò a far parte della provincia ecclesiastica dell'arcidiocesi di Antequera.
Il 24 marzo 1895 cedette un'altra porzione di territorio a vantaggio dell'erezione della diocesi di Campeche.
L'11 novembre 1906 è stata elevata al rango di arcidiocesi metropolitana con la bolla Quum rei sacrae di papa Pio X.
Il 22 dicembre 1960, con la lettera apostolica Luce collustrans, papa Giovanni XXIII ha proclamato la Beata Vergine Maria de Izamal patrona dell'arcidiocesi.
Il 23 maggio 1970 ha ceduto un'ulteriore porzione del suo territorio a vantaggio dell'erezione della prelatura territoriale di Chetumal (oggi diocesi di Cancún-Chetumal).

## Cronotassi dei vescovi
Si omettono i periodi di sede vacante non superiori ai 2 anni o non storicamente accertati.
- Francisco del Toral, O.F.M. † (19 novembre 1561 - 20 aprile 1571 deceduto)
- Diego de Landa, O.F.M. † (17 ottobre 1572 - 29 aprile 1579 deceduto)
- Gregorio de Montalvo Olivera, O.P. † (15 dicembre 1580 - 16 novembre 1587 nominato vescovo di Cusco)
- Juan de Izquierdo, O.F.M. † (13 giugno 1588 - 17 novembre 1602 deceduto)
- Diego Vázquez de Mercado † (5 novembre 1603 - 28 marzo 1608 nominato vescovo di Manila)
- Gonzalo de Salazar, O.S.A. † (2 giugno 1608 - 3 agosto 1636 deceduto)
- Juan Alonso y Ocón † (14 giugno 1638 - 31 agosto 1643 nominato vescovo di Cusco)
- Andrés Fernandez de Ipenza † (5 ottobre 1643 - 24 ottobre 1643 deceduto)
- Marcos de Torres y Rueda † (14 novembre 1644 - 22 aprile 1649 deceduto)
- Domingo de Villaescusa y Ramírez de Arellano, O.S.H. † (2 dicembre 1652 - 2 luglio 1652 deceduto)
  - Sede vacante (1652-1656)
- Lorenzo Horta Rodríguez † (29 maggio 1656 - 13 agosto 1659 deceduto)
- Luís de Cifuentes y Sotomayor, O.P. † (22 settembre 1659 - 18 maggio 1676 deceduto)
  - Sede vacante (1676-1680)
- Juan de Escalante Turcios y Mendoza † (29 aprile 1680 - 31 maggio 1681 deceduto)
- Juan Cano Sandoval † (7 dicembre 1682 - 20 febbraio 1695 deceduto)
- Antonio de Arriaga y Agüero, O.S.A. † (20 novembre 1697 - 24 novembre 1698 deceduto)
- Pedro de los Reyes Ríos de la Madrid, O.S.B. † (30 marzo 1700 - 6 gennaio 1714 deceduto)
- Juan Leandro Gómez de Parada Valdez y Mendoza † (16 dicembre 1715 - 6 luglio 1729 nominato vescovo di Santiago di Guatemala)
- Juan Ignacio de Castorena y Ursúa y Goyeneche † (6 luglio 1729 - 13 luglio 1733 deceduto)
- Francisco Pablo Matos Coronado † (9 luglio 1734 - 2 gennaio 1741 nominato vescovo di Michoacán)
- Mateo de Zamora y Penagos, O.F.M. † (6 marzo 1741 - 9 agosto 1744 deceduto)
- Francisco de San Buenaventura Martínez de Tejada y Díez de Velasco, O.F.M. † (23 agosto 1745 - 20 dicembre 1751 nominato vescovo di Guadalajara)
  - Juan José de Eguiara y Eguren † (24 gennaio 1752 - 6 luglio 1752 dimesso) (vescovo eletto)
- Ignacio Padilla Estrada, O.S.A. † (28 maggio 1753 - 20 luglio 1760 deceduto)
- Antonio Alcalde y Barriga, O.P. † (25 gennaio 1762 - 27 gennaio 1772 nominato vescovo di Guadalajara)
- Diego Bernardo de Peredo y Navarrete † (22 giugno 1772 - 21 marzo 1774 deceduto)
- Antonio Caballero y Góngora † (11 settembre 1775 - 14 dicembre 1778 nominato arcivescovo di Santafé en Nueva Granada)
- Luis Tomás Esteban de Piña y Mazo, O.S.B. † (12 luglio 1779 - 22 novembre 1795 deceduto)
- Pedro Agustín Estévez y Ugarte † (24 luglio 1797 - 8 maggio 1827 deceduto)
  - Sede vacante (1827-1832)
- José María Guerra y Rodríguez Correa † (17 dicembre 1832 - 3 febbraio 1863 deceduto)
  - Sede vacante (1863-1868)
- Leandro Rodríguez de la Gala y Enríquez † (22 giugno 1868 - 15 febbraio 1887 deceduto)
- Crescencio Carrillo y Ancona † (15 febbraio 1887 succeduto - 19 marzo 1897 deceduto)
- José Guadalupe de Jesús de Alba y Franco, O.F.M. † (28 dicembre 1898 - 14 dicembre 1899 nominato vescovo di Zacatecas)
- Martín Tritschler y Córdoba † (28 luglio 1900 - 20 giugno 1941 deceduto)
  - Sede vacante (1941-1944)
- Fernando Ruiz y Solózarno † (22 gennaio 1944 - 15 maggio 1969 deceduto)
- Manuel Castro Ruiz † (20 settembre 1969 - 15 marzo 1995 ritirato)
- Emilio Carlos Berlie Belaunzarán (15 marzo 1995 - 1º giugno 2015 ritirato)
- Gustavo Rodríguez Vega, dal 1º giugno 2015

## Statistiche
L'arcidiocesi nel 2022 su una popolazione di 2.177.000 persone contava 1.781.000 battezzati, corrispondenti all'81,8% del totale.
| anno | popolazione | popolazione | popolazione | presbiteri | presbiteri | presbiteri | presbiteri                | diaconi | religiosi | religiosi | parrocchie |
| anno | battezzati  | totale      | %           | numero     | secolari   | regolari   | battezzati per presbitero | diaconi | uomini    | donne     | parrocchie |
| ---- | ----------- | ----------- | ----------- | ---------- | ---------- | ---------- | ------------------------- | ------- | --------- | --------- | ---------- |
| 1950 | 407.500     | 108.000     | 377,3       | 85         | 73         | 12         | 4.794                     |         | 18        | 75        | 33         |
| 1965 | 637.000     | 700.000     | 91,0        | 150        | 118        | 32         | 4.246                     |         | 59        | 225       | 59         |
| 1970 | 690.000     | 756.686     | 91,2        | 147        | 121        | 26         | 4.693                     |         | 40        | 265       | 71         |
| 1976 | 920.000     | 1.005.905   | 91,5        | 156        | 129        | 27         | 5.897                     |         | 44        | 224       | 72         |
| 1980 | 991.000     | 1.024.000   | 96,8        | 148        | 123        | 25         | 6.695                     | 1       | 38        | 260       | 82         |
| 1990 | 1.334.871   | 1.570.437   | 85,0        | 171        | 140        | 31         | 7.806                     | 5       | 57        | 273       | 87         |
| 1999 | 1.438.985   | 1.637.911   | 87,9        | 199        | 158        | 41         | 7.231                     | 12      | 58        | 340       | 91         |
| 2000 | 1.407.459   | 1.645.000   | 85,6        | 204        | 159        | 45         | 6.899                     | 16      | 58        | 412       | 92         |
| 2001 | 1.467.459   | 1.655.707   | 88,6        | 199        | 156        | 43         | 7.374                     | 16      | 90        | 393       | 95         |
| 2002 | 1.517.252   | 1.720.825   | 88,2        | 200        | 155        | 45         | 7.586                     | 16      | 80        | 505       | 95         |
| 2003 | 1.521.937   | 1.785.054   | 85,3        | 212        | 168        | 44         | 7.178                     | 18      | 112       | 77        | 95         |
| 2004 | 1.609.060   | 1.838.605   | 87,5        | 219        | 169        | 50         | 7.347                     | 24      | 79        | 520       | 100        |
| 2010 | 1.743.000   | 1.990.000   | 87,6        | 210        | 161        | 49         | 8.300                     | 32      | 109       | 487       | 103        |
| 2014 | 1.655.449   | 2.064.151   | 80,2        | 237        | 184        | 53         | 6.985                     | 37      | 76        | 624       | 108        |
| 2017 | 1.713.215   | 2.097.175   | 81,7        | 238        | 195        | 43         | 7.198                     | 40      | 67        | 417       | 113        |
| 2020 | 1.751.400   | 2.140.900   | 81,8        | 258        | 207        | 51         | 6.788                     | 41      | 68        | 378       | 113        |
| 2022 | 1.781.000   | 2.177.000   | 81,8        | 250        | 204        | 46         | 7.124                     | 48      | 69        | 416       | 116        |